# C-QUAM
C-QUAM (pour « Compatible QUadrature Amplitude Modulation ») est une technique de radio AM utilisant la modulation d'amplitude en quadrature (QAM) développée par Motorola.
Cette technique de diffusion est notamment utilisée aux États-Unis et au Canada. En France elle était utilisée pour France Bleu 107.1 dans la région parisienne sur la fréquence 864 kHz avant que Radio France cesse ses émissions en AM. Ce procédé est utilisé pour la diffusion en stéréo de programmes AM.